# Chorváty
Chorváty (em húngaro: Tornahorváti) é um município da Eslováquia, situado no distrito de Košice-okolie, na região de Košice. Tem 3,3 km² de área e sua população em 2018 foi estimada em 101 habitantes.

## Demografia
| Ano:        | 1994 | 2004    | 2014   | 2024 |
| ----------- | ---- | ------- | ------ | ---- |
| Broj ljudi: | 113  | 97      | 100    | 99   |
| Razlika:    |      | -14,15% | +3,09% | -1%  |

| Ano:               | 2023 | 2024 |
| ------------------ | ---- | ---- |
| Número de pessoas: | 99   | 99   |
| Diferença:         |      | +0%  |